# Tomeophera pugiunculata
Tomeophera pugiunculata är en insektsart som beskrevs av Brunner von Wattenwyl 1878. Tomeophera pugiunculata ingår i släktet Tomeophera och familjen vårtbitare. Inga underarter finns listade i Catalogue of Life.